# Proaraneoides cribellatum
Genre
Espèce
Proaraneoides cribellatum, unique représentant du genre Proaraneoides, est une espèce fossile d'araignées aranéomorphes de la famille des Protoaraneoididae.

## Distribution
Cette espèce a été découverte dans de l'ambre de Birmanie. Elle date du Crétacé.

## Description
Le mâle holotype mesure 1,6 mm.

## Publication originale
- Wunderlich & Müller, 2018 : Fossil spiders (Araneae) in Cretaceous Burmese amber. Beiträge zur Araneologie, vol. 11, p. 1–167 (en).

## Liste des genres de la famille éteinte Protoaraneoididae
Selon The World Spider Catalog 19.5 :
- †Praeteraraneoides Wunderlich, 2018
- †Proaraneoides Wunderlich, 2018
- †Protoaraneoides Wunderlich, 2018
- †Spinipalpitibia Wunderlich, 2015